# (16888) Michaelbarber
(16888) Michaelbarber est un astéroïde de la ceinture principale.

## Description
(16888) Michaelbarber est un astéroïde de la ceinture principale. Il fut découvert le 29 janvier 1998 à Farra d'Isonzo par l'observatoire astronomique de Farra d'Isonzo. Il présente une orbite caractérisée par un demi-grand axe de 2,58 UA, une excentricité de 0,18 et une inclinaison de 13,7° par rapport à l'écliptique.

## Compléments